# 81 (tal)
81 (åttioett) är det naturliga talet som följer 80 och som följs av 82.
- Hexadecimala talsystemet: 51
- Binärt: 1010001
- Delbarhet: 1, 3, 9, 27, 81
- har primfaktoriseringen 34
- Summan av delarna: 121
- Det nionde kvadrattalet
- Det tredje bikvadrattalet

## Inom matematiken
- 81 är ett udda tal.
- 81 är det nionde kvadrattalet
- 81 är det tredje bikvadrattalet
- 81 är ett heptagontal
- 81 är ett centrerat oktogontal
- 81 är ett Prothtal
- 81 är ett tribonaccital
- 81 är ett öppet meandriskt tal
- 81 är det nionde talet i Mian–Chowlas följd
- 81 är ett Tesserakttal.
- 81 är ett palindromtal i det oktala talsystemet.
- I bas 10 är 81 ett Harshadtal
- 81 är ett av de tre icke-triviala talen (de andra är 1458 och 1729) vars siffersumma multiplicerat med talet som fås genom att byta ordningen på siffrorna ger det ursprungliga talet:

8 + 1 = 9
9 × 9 = 81.

## Inom vetenskapen
- Tallium, atomnummer 81
- 81 Terpsichore, en asteroid
- M81, spiralgalax i Stora björnen, Messiers katalog